# پولیتیکا اکستریور
پولیتیکا اکستریور (به انگلیسی: Política Exterior) یک مجله سیاست خارجی است که هر دو ماه یک‌بار در مادرید، اسپانیا منتشر می‌شود و از سال ۱۹۸۷ در گردش بوده است. زیرنویس آن اقتصاد و فناوری است.

## تاریخچه و مشخصات
پولیتیکا اکستریوردر سال ۱۹۸۷ تأسیس شد این مجله توسط مطالعات سیاست‌خارجی، SA به صورت دو ماه یکبار منتشر می‌شود.داریو وال‌کارسل یکی از سردبیران سابق این مجله بوده است. اوره مولتو از سپتامبر ۲۰۲۲ سردبیر آن شده است. این مجله مقالاتی را که در مورد روابط بین‌الملل است درج می‌کند و دفتر مرکزی آن در مادرید است.